# シモノペトラ修道院

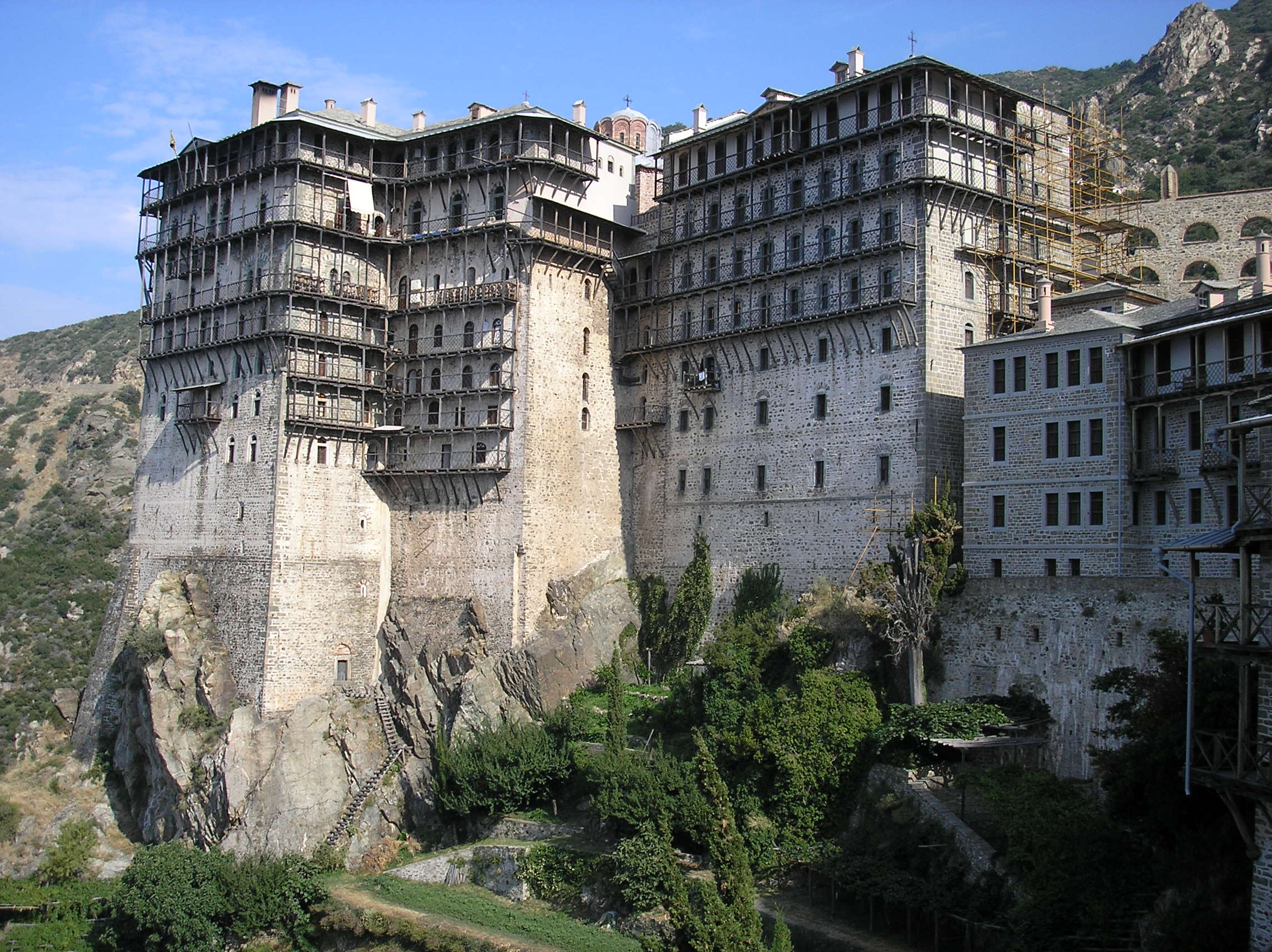
シモノペトラ修道院。南側。

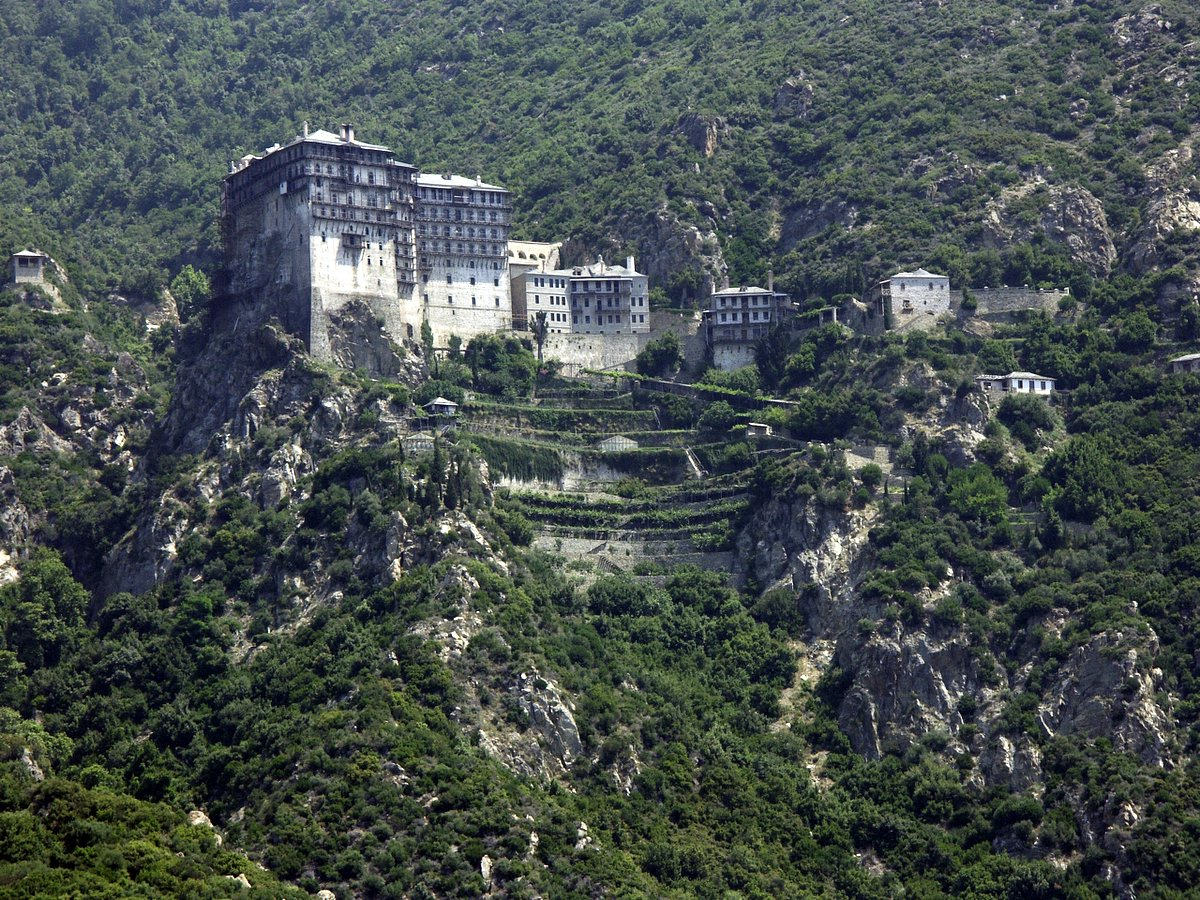
シモノペトラ修道院。

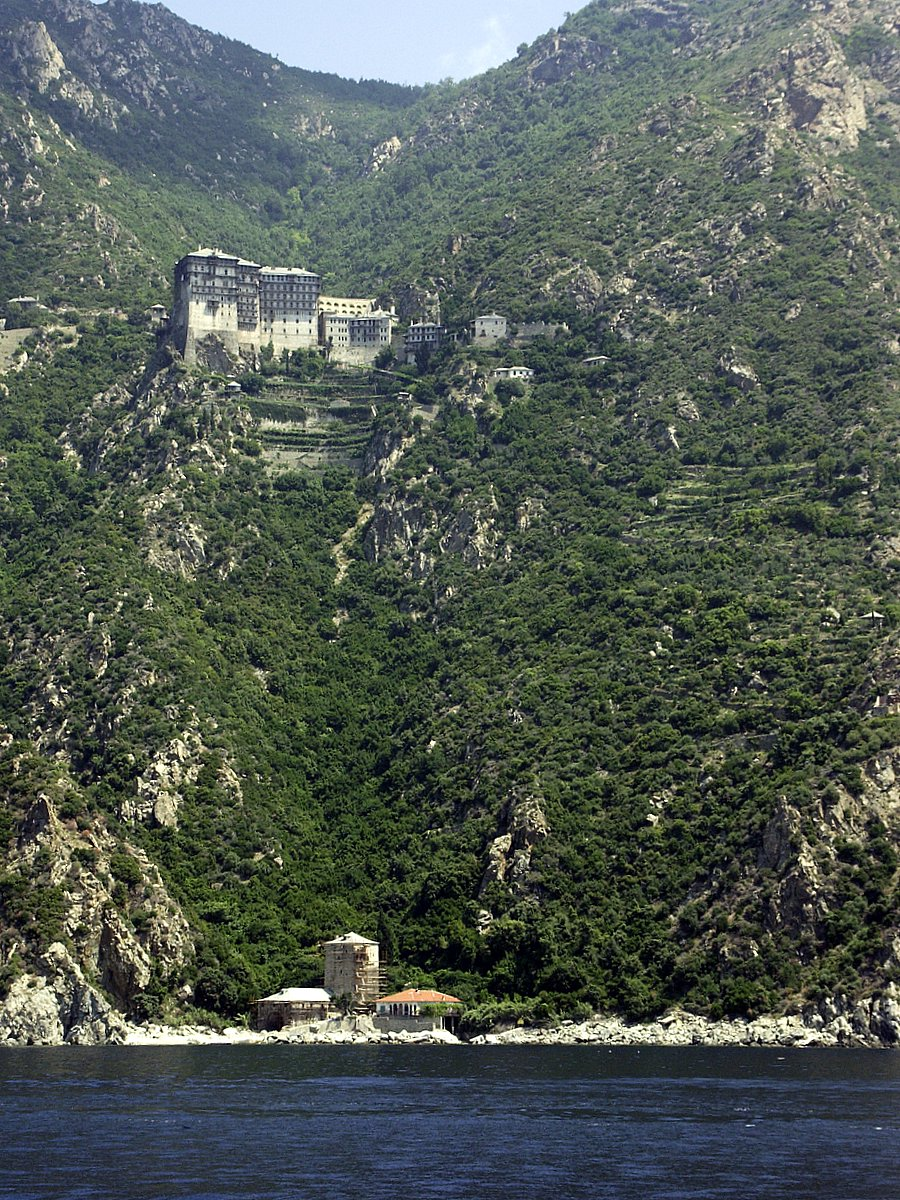
山の中腹に建つシモノペトラ修道院。その下は海面まで330メートルの崖である。

シモノペトラ修道院（シモノペトラしゅうどういん、ギリシャ語:Σιμωνόπετρα）は、ギリシャ、アトス山の修道院共同体に位置する正教会の修道院。シモノスペトラ修道院（ギリシャ語:Μονή Σίμωνος Πέτρας）としても知られる。シモノペトラ修道院はアトス山修道院の階級において第13位を等級付けられている。
修道院はアトス半島の南岸、ダフニのアトス山港とオシウ・グリゴリウ修道院の間に位置している。アトス山の南岸は概してごつごつとした、かなり岩だらけの土地であり、シモノペトラ修道院が位置している場所自体も非常に険しい。修道院は単独の巨大な岩の上に建てられており、その下を海まで実に330メートルの崖が掛かっている。

## 歴史
シモノペトラ修道院は、後に正教会により列聖されることとなる、アトス山の聖シモンにより13世紀中に創設された。伝承では、近隣の洞窟で隠遁していたシモンはある日、生神女が岩壁の頂上に修道院を作るよう説示して、建設したその修道院とシモン自身を守り、養うと約束する夢を見たと言われている。最初の修道院はシモンからは「新ベツレヘム（ギリシア語: Νέα Βηθλεέμ：ネア・ヴィスレエム）」と呼ばれ、現在まで修道院はハリストス（キリストのギリシャ語読み）の降誕に捧げられたものとなっている。
1364年、セルビアの専制君主ヨヴァン・ウグィジェサが、修道院の改装と拡張へ資金を提供した。しかし、1581年にシモノペトラ修道院は大半の修道士が犠牲となった大火事で焼失してしまった。そこで修道院の掌院を務めていたエヴゲニオスは、修道院の再建をする資金調達を望んで、ドナウ公国へと旅立った後、出資が決定となった。最も重要な資金提供者には、大部分の土地と同時に修道院への費用も寄贈した、ワラキアの大公ミハイ勇敢公の名も挙げられている。ところが修道院の後期に入っても、1626年に火事で建物が焼けた他1891年にも大きな火災が発生しており、その後現在ある姿へと再建された。
それから数世紀中の修道院の修道士は、伝統的にアナトリア半島にあるイオニアが出身の人々であった。しかし、20世紀中盤にさしかかると、新しい修道士の流入が減少したために、層が薄くなっていった。現在活発に活動する修道士達は、1973年にアトス山共同体により、ほとんど見捨てられた状態であったシモノペトラ修道院に再び人を居住させようと決定がなされたのを受け、メテオラにある大メテオロン修道院からやってきた人々が始まりである。

## 建築
シモノペトラ修道院は幾つかある多層の建築物から成り、その中心となるものは創設者シモンにより建設された最初の建造物が位置する場所である。この中心となる建造物は「半島において最も奇抜な建築物」として描かれている。シモノペトラ修道院僧は代々階層を上から下へ数える伝統があり、このため修道院の階層は最上階が1階で最下階が最終階なのである。修道院はその下に基礎を成す巨大な岩の頂点に建造され、下の方の階では岩が通り抜けている。
シモンが建設した最初の建造物の拡張と造成は、過去に起きた修道院の大火災からほぼ常時続けられている。1580年の火災とエヴゲニオス大修道院長の集めた資金を継いで、西側の建物が建設された。東側の建物は1981年の火災に続いてロシアからの資金援助をもとに建設されている。

## 聖歌隊
近年、修道院はこのシモノペトラ聖歌隊・聖職者が歌うビザンティン聖歌のコレクションを、一組にして発売している。この中で、アグニ・パルテネ（Agni Parthene）という歌は最も人気があり、聖歌隊と修道院の広範囲に及ぶ認知度を得ることとなった。

### 作品
- Hymns from the Psalter（聖詠からの聖歌）　1990年
- O Pure Virgin （おお、浄き童女よ）　1990年 - 別名：アグニ・パルテネ（Agni Parthene）
- Divine Liturgy　（聖体礼儀）　1999年
- Great Vespers　（大晩課）　1999年
- Paraklesis　（パラクリシス）　1999年
- Service of Saint Simon　（聖シモンの奉神礼）　1999年
- Sunday Matins (Orthros)　（主日早課）　1999年
- Service of St. Silouan the Athonite　（アトスの聖シルアンの奉神礼）　2004年

## 画像
- 海から見たとシモノペトラ修道院。中腹に小さく修道院が見える。
- シモノペトラ修道院。
- シモノペトラ修道院。
- シモノペトラ修道院。山間にある岩の頂上に建つ。
- 下から見た修道院。
- シモノペトラ修道院の図書館司書。1929年から1936年の間に撮影。

## 参考
以下は、翻訳元の英語版（w:en:Simonopetra monastery）からの参考リンクである。
- マウント・アトス.gr
- ヘレニック・ミニストリー・オブ・カルチャー